# Abraham van Karnebeek

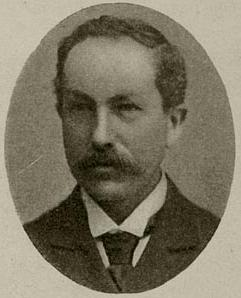
Abraham van Karnebeek

Abraham Pieter Cornelis van Karnebeek (* 14. September 1836 in Amsterdam; † 9. Oktober 1925 in Den Haag) war ein niederländischer Diplomat und Politiker.

## Familie und Ausbildung
Van Karnebeek wurde als drittes Kind von Herman Adriaan van Karnebeek (* 2. April 1797 in Amsterdam, nicht zu verwechseln mit seinem gleichnamigen Enkel), der am 6. Dezember 1847 in den Adelsstand erhoben wurde und Inspekteur im Lotsendienst war und seiner Frau Pieternella Rochussen geboren. Die Familie lebte bis 1839 in Brüssel, bis 1845 in Amsterdam und zog sodann nach Den Haag um, wo van Karnebeek zeitlebens seinen Hauptwohnsitz hatte. Er war der Drittgeborene und hatte zwei Schwestern und einen Bruder, Herman Pieter van Karnebeek (* 26. September 1828; † 10. Oktober 1879), der Mitglied des Niederländischen Rechnungshofes war, weiterhin eine Stiefschwester und zwei Stiefbrüder aus der ersten Ehe seiner Mutter.
Nach dem Besuch des Gymnasiums in Den Haag von 1849 bis 1855 absolvierte van Karnebeek ab 1855 an der Hochschule von Utrecht ein Studium des römischen und gegenwärtigen Rechts, das er 1861 mit seiner Dissertation abschloss.
Am 3. Juli 1873 heiratete er seine Nichte Maria Patronella Rochussen, mit der er zwei Söhne und drei Töchter hatte. Sein erstgeborener Sohn Herman Adriaan van Karnebeek, der spätere Diplomat und Außenminister, wurde nach dem Großvater benannt. Eine seiner Töchter war mit Jan Jacob Rochussen verheiratet.
Die Familie unterhielt ein Sommerhaus Soestdijk. In seinen letzten Jahren lebte er in einem Herrenhaus in der Alexanderstraat 25 in Den Haag, wo sich heute die Polnische Botschaft befindet. Prinz Hendrik nahm an seinem Begräbnis teil.

## Karriere
Van Karnebeeks Onkel, der Politiker Jacob van Zuylen van Nijevelt, ebnete ihm den Weg in den diplomatischen Dienst. Von Juni 1861 bis Juli 1864 war er Attaché im niederländischen Außenministerium, von 1864 bis 1866 Legationssekretär der niederländischen Gesandtschaft in Washington, D.C. und 1866 bis 1868 der Gesandtschaft in Paris. 1868 wurde er zum Legationsrat befördert und bis 1870 an der Gesandtschaft von Berlin tätig, von wo aus er mehrfach nach London entsandt wurde.
Von Januar 1870 bis April 1871 war er Kabinettschef des Ministers, von April 1871 bis Februar 1876 Ministerresident in Stockholm und am dänischen Königshof akkreditiert, von Februar 1876 bis September 1879 Königlicher Kommissar in der Provinz Zeeland, von Juli 1884 bis November 1885 Außenminister im Kabinett Heemskerk und von April 1888 bis September 1913 Mitglied der Tweede Kamer (Zweiten Kammer).
Er stimmte als einer der wenigen gegen das niederländische Lehrpflichtgesetz (Leerplichtwet), das dem deutschen Schulpflichtgesetz entspricht und 1901 in Kraft trat.
Bei der Ersten Haagschen Friedenskonferenz 1899 war er Leiter der niederländischen Delegation und Vizepräsident der Konferenz.
Er war Mitglied des konservativ-liberalen Bundes der Frei-Liberalen („Bond van Vrije-Liberalen“), dem er 1894 beigetreten war, ließ sich ab 1906 aber als unabhängiger Kandidat aufstellen.

## Orden und Auszeichnungen
1872 wurde er mit dem Orden der Eichenkrone (Orde van de Eikenkroon) und 1874 mit dem Orden vom Niederländischen Löwen (Orde van de Nederlandse Leeuw) ausgezeichnet. 1913 wurde er zum Kommandeur im Orden vom Niederländischen Löwen ernannt.
1909 wurde ihm der Ehrentitel eines Staatsministers verliehen.
Van Karnebeek spielte bei der Errichtung des Friedenspalastes (Vredespaleis) in Scheveningen eine wichtige Rolle und wurde dafür mit einer nach ihm benannten Brunnenanlage, dem 1913 errichteten van Karnebeek bron, geehrt. Die van Karnebeekstraat in Amsterdam nach ihm und seinem Sohn Herman Adriaan benannt.